# コロラド党 (パラグアイ)
国民共和協会（西: Asociación Nacional Republicana、ANR-PC）は、1887年にベルナルディーノ・カバジェーロによって設立された、パラグアイの政党。通常、コロラド党 (Partido Colorado) として知られている。
1887年から1904年にかけて、初めて政権を担った。また、1946年にイヒニオ・モリニゴが大統領となると、二月党とともに与党を形成した。その後、コロラド党は2008年の大統領選で敗れるまで、61年以上与党の地位を維持した。
1947年から1962年までは、コロラド党は他の政党を非合法として一党制をしいた。また、1954年から1989年のストロエスネル政権下では、コロラド党は軍隊と共に「二つの柱」としてストロエスネルを支えた。
2023年4月30日に行われた直近の総選挙では、定数80の下院で48議席（得票率47.43パーセント）、定数45の上院で23議席（得票率45.72パーセント）をそれぞれ獲得した。また、同時に実施された大統領選挙でも、同党のサンティアゴ・ペニャ候補が得票率43.94パーセントで大統領に当選した。
当初のコロラド党は、真正急進自由党に反対されたことからも分かるように、保守主義だった。